# Shotel

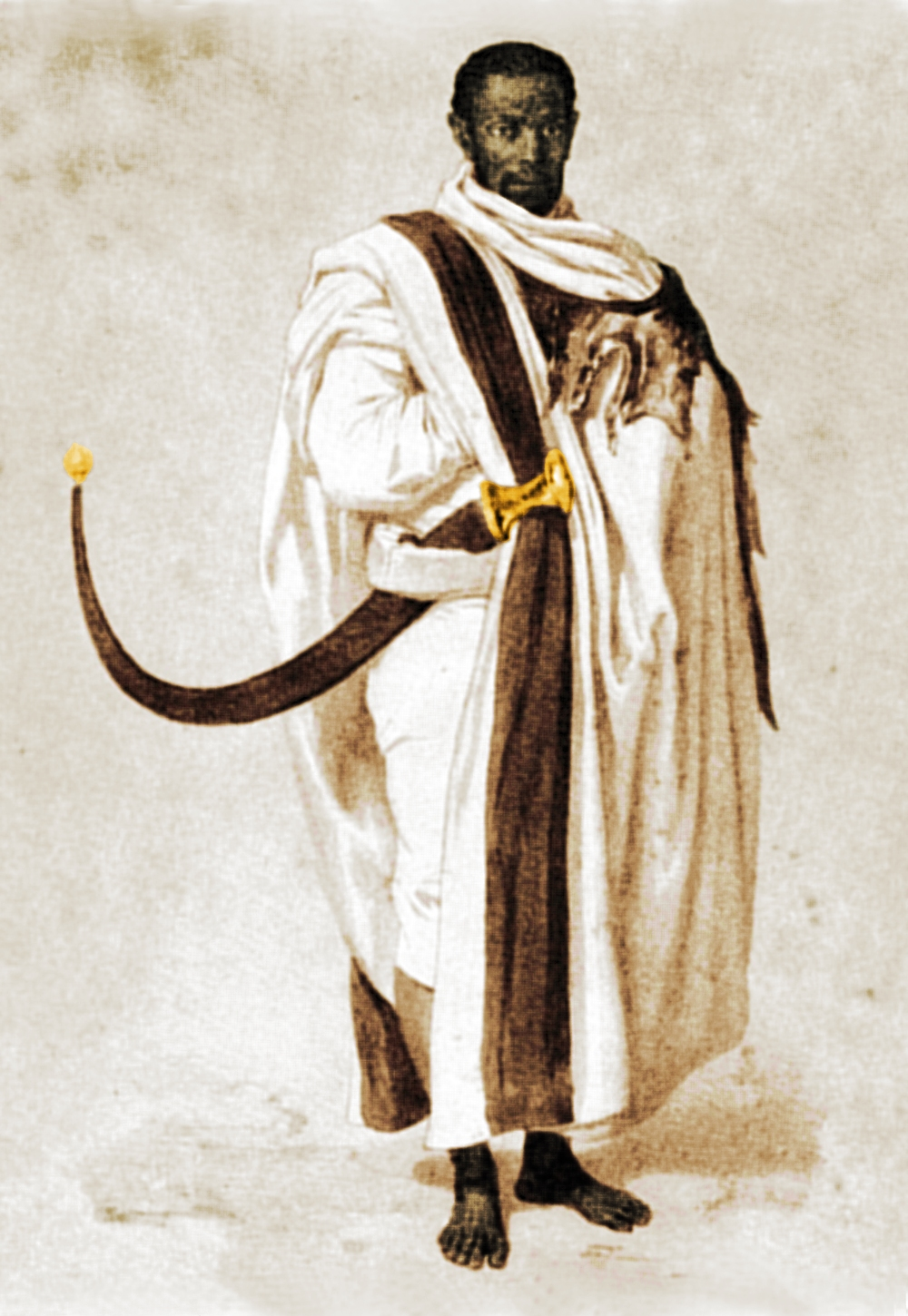
Abessinien Thaime

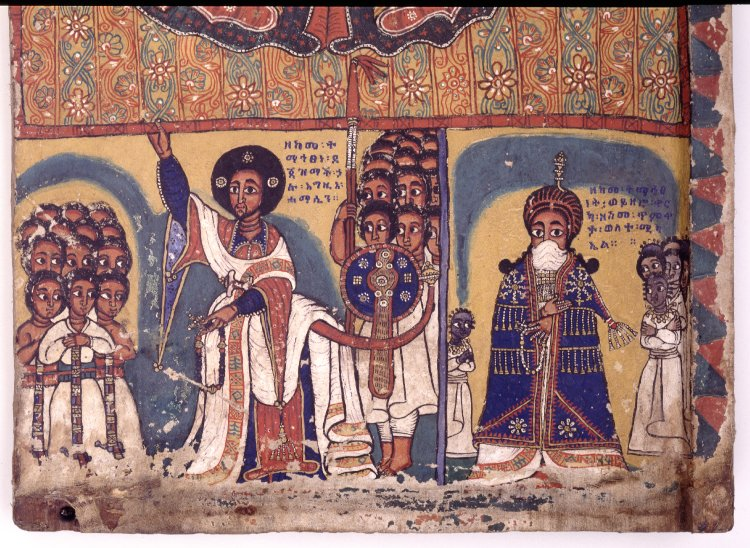
Dejazmach Hailu, der Gouverneur von Hamasien, Ende 19. Jahrhundert

Der Shotel ist ein Schwert aus (Ägypten).

## Beschreibung
Der Shotel hat eine ungewöhnlich gebogene Klinge. Sie ist etwa 90 bis 120 cm lang und hat die Form einer großen Sichel. Im Gegensatz zum Säbel verfügt die Klinge sowohl an der Innen- wie Außenseite über eine Schneide. Die Klinge beginnt mit der Krümmung wenige Zentimeter nach dem Griff. Die Klingenbreite beträgt etwa 2,5 cm am Griff und nimmt allmählich zur Spitze ab.
Große, aus Horn von Nashörner oder Holz bestehende Griffe weiten sich an beiden Enden auf und haben einen ovalen Querschnitt. Der Knauf des Griffes ist oft verziert; manchmal wird zu diesem Zweck ein Maria-Theresien-Taler verwendet. Die Scheiden bestehen aus rot gegerbtem Leder und sind manchmal mit Samt und Metallbändern verziert. An manchen Scheiden ist zusätzlich auch eine verzierte Kugel an der äußersten Spitze angebracht. Griff und Scheide ähneln denen eines Gurade, des äthiopischen Säbels.

## Verwendung
Die wichtigste traditionelle Waffe der äthiopischen Infanterie wie auch Kavallerie war der Speer. Schwerter, wie der Shotel, wurden hauptsächlich von Offizieren als Rangabzeichen oder von reichen bzw. erfolgreichen Kämpfern als Statussymbol getragen. Die Schwerter wurden in der Regel, im Gegensatz zu den europäischen Schwertern, an der rechten Seite getragen. Der Grund dafür war wahrscheinlich, dass die großen, mit dem linken Arm getragenen Schilde das Ziehen des Schwertes aus der Scheide behindern würden.
Die frühen europäischen Autoren wie Richard Francis Burton hatten keine hohe Meinung über die Waffe und beschrieben sie als unhandlich und sprachen den Abessiniern die Fechtkunst ab. Auch George Cameron Stone und Nick Evangelista äußern sich aus vergleichbaren Gründen abschätzig.
Die Kampfweise mit dem Shotel unterscheidet sich grundlegend von der mit einem Säbel, denn das Shotel wird andersherum gehalten. Mit der nach außen gebogenen Klinge lässt sich weder Stich oder Hieb noch Schnitt durchführen. Die Waffe wurde eingesetzt, um den Gegner hinter einem Schild mit einer Hakenbewegung zu treffen.
Das iberische Falcata und nepalische Khukuri verfügen über eine im Ansatz in die gleiche Richtung gebogene Klinge, weisen aber bei weitem nicht die Länge und Biegung des Shotel auf.

## Geschichte
Die Geschichte des Shotel ist nur in Fragmenten wissenschaftlich untersucht.
Laut Christopher Spring wird die Bezeichnung Shotel erstmals in dem 1831 veröffentlichten Buch von Nathaniel Pearce erwähnt. Dieser lebte von 1805 bis 1818 in der Provinz Tigray. William Cornwallis Harris, welcher sich 1841–1843 in der Provinz Shewa aufhielt, erwähnte 1844 sichelförmige Messer und Schwerter. Mansfield Parkyns, welcher 1843–1846 Abessinien bereiste, beschrieb 1853 auch die Kampfweise. Die Shotels wurden bis in das 20. Jahrhundert produziert.
Zur Herkunft und Entwicklung des Shotel gibt es verschiedene Theorien. Richard Francis Burton war 1884 überzeugt, dass der Shotel vom altägyptischen Khopesh abstammt. Henry Swainson Cowper widersprach dem 1906 aber, weil sich beim Khopesch die Schneide auf der äußeren Seite der Klinge befindet. Cowper nennt auch die Möglichkeit, dass der Ursprung das Wurfholz sein kann, dessen Form in Eisen ausgeführt wurde. Für Cowper ist es am wahrscheinlichsten, dass die Waffe von einer landwirtschaftlichen Sichel stammt, die durch kriegerische Zeiten sich zu einer Waffe wandelte. Cowper stellt auch die Verbindung zu ähnlichen Waffen in Nubien sowie den zentralafrikanischen Sichelwaffen her. David Nicolle vermutet 1981, dass sich der Shotel wohl nicht vor dem 16. Jahrhundert entwickelt hat. Er vermutet, dass es eher auf Handelsverbindungen oder modische Entwicklungen in benachbarten Islamischen Ländern zurückzuführen ist als auf eine Eigenentwicklung.